# Miah-Marie Langlois
Miah-Marie Langlois, född 21 september 1991, är en kanadensisk basketspelare som spelar för ryska Dynamo Novosibirsk.
Langlois studerade och spelade basket på University of Windsor mellan 2010 och 2014. Hon var därefter med om att vinna SM-guld med Northland Basket säsongen 2014/2015 och blev dessutom utsedd till "Årets spelare" i Basketligan dam.
Langlois tävlade för Kanada vid olympiska sommarspelen 2016 i Rio de Janeiro. Hon var en del av Kanadas lag som slutade på 7:e plats.

## Klubbar
- Windsor Lancers (2010–2014)
- Northland Basket (2014–2015)
- Dynamo Novosibirsk (2015–2016)
- Enisey Krasnojarsk (2015–2016)
- Dynamo Novosibirsk (2017–)